# 恐怖の食卓
『恐怖の食卓 病は食から』（きょうふのしょくたく やまいはしょくから）は、フジテレビ系で2005年から2007年に改編期に放送されていた、食事によってどういう病気になってしまうのかを検証する、バラエティ特別番組である。

## 番組概要
芸能人患者に約1週間密着して食事を検証し、顧問医師9人がこのままの生活を続けた5年後・10年後に何の病気にかかるか検証。
司会の島田紳助はメガネをかけている。
病は食からのサブタイトルがついたのは2006年1月12日放送から。

## 出演者

### 司会
- 島田紳助

### アシスタント
- 高島彩（第1回 - 第4回、第6回、当時・フジテレビアナウンサー）
- 中野美奈子（第5回、当時・フジテレビアナウンサー）

### 逆パーフェクト樹立者
顧問医師全員から「警告」を喰らった"気の毒な出演者"を対象。
- 加藤茶（第1回）（不健康な食生活と毎日の銀座通いにより。5年後でも樹立した）
- しずちゃん（南海キャンディーズ）（第6回）（毎日の仕出し弁当常食により。10年後で樹立）
- 友近（第6回）（唐辛子ダイエット常用により。10年後で樹立）

### 問題点
2006年9月28日放送分で、子供が食生活によって注意欠陥・多動性障害 (ADHD) が引き起こされるとし、ADHDが少年犯罪の一因になっている言われている、と説明した。この点についてADHDの啓蒙活動を行うNPO団体が抗議し、フジテレビ側も誤りを認め2007年3月26日付でホームページ上に謝罪文を発表した。
これ以外にも、ゲストがその時期にたまたまハマっていた食習慣やダイエット方法を5年・10年続けたら…といった不自然な仮定に基づいて診断したり、将来かかる可能性がある疾患を再現VTRを用いて断定的に伝えるなど、番組全体として過剰・極端な表現が見られる。

## 放送日
放送時間はいずれも19:00 - 20:54 (JST)、放送曜日は2回目以降は木曜日。ただしフジテレビの系列局の一つである東海テレビは19時 - 20時がローカル枠であるため2回目以降は20:00からの飛び入りスタートとなった。
1. 2005年4月26日カスペ!枠
2. 2005年10月13日
3. 2006年1月12日
4. 2006年3月30日
5. 2006年9月28日
6. 2007年1月11日

## スタッフ
- ナレーター：木村匡也、バッキー木場
- 企画：渡辺俊介
- 構成：伊藤正宏、工藤ひろこ、松本えり子、小山協子、大賀広道
- 制作協力：NET WEB
- プロデューサー：松村匠
- 総合演出：田中経一